# 4 (album Wilków)
4 – czwarty album zespołu Wilki, wydany w roku 2002 przez wytwórnię płytową Pomaton EMI.
Album ukazał się po wieloletniej przerwie w działalności zespołu, a jego premiera poprzedzona była sukcesem singla „Baśka”. Płyta zawiera czternaście utworów utrzymanych w pop-rockowej konwencji. Płyta odniosła duży sukces komercyjny na polskim rynku, wypromowana głównie przez przebój „Baśka”, a także „Urke” i „Here I am”. Z tym ostatnim zespół wystąpił na eliminacjach do Eurowizji, zajmując drugie miejsce i przegrywając z Ich Troje. Nagrania dotarły do 1. miejsca listy OLiS i osiągnęły status platynowej płyty.
Album został nagrany i zmiksowany w Studiu Winicjusza Chrósta, w Sulejówku. Realizacją i współprodukcją zajął się Jarosław Kidawa.

## Lista utworów
| Nr. | Tytuł                                                                   | Słowa            | Muzyka                                                           | Długość |
| --- | ----------------------------------------------------------------------- | ---------------- | ---------------------------------------------------------------- | ------- |
| 1.  | „Baśka”                                                                 | Robert Gawliński | Robert Gawliński, Mikis Cupas                                    | 3:35    |
| 2.  | „Wolność jak marzenia”                                                  | Robert Gawliński | Robert Gawliński                                                 | 2:55    |
| 3.  | „Ja ogień ty woda”                                                      | Robert Gawliński | Robert Gawliński                                                 | 3:33    |
| 4.  | „Miasto w chmurach”                                                     | Robert Gawliński | Robert Gawliński                                                 | 4:03    |
| 5.  | „Urke”                                                                  | Robert Gawliński | Robert Gawliński, Mikis Cupas, Marcin Szyszko, Marek Chrzanowski | 3:23    |
| 6.  | „Uluru”                                                                 | Robert Gawliński | Robert Gawliński                                                 | 3:28    |
| 7.  | „Bogowie zimni jak kamień”                                              | Robert Gawliński | Robert Gawliński                                                 | 3:57    |
| 8.  | „Nigdy nie jest za późno”                                               | Robert Gawliński | Robert Gawliński, Mikis Cupas, Marcin Szyszko, Marcin Ciempiel   | 3:12    |
| 9.  | „Myśleć wolno”                                                          | Robert Gawliński | Marcin Szyszko                                                   | 3:34    |
| 10. | „Przegrana generacja”                                                   | Robert Gawliński | Mikis Cupas                                                      | 3:03    |
| 11. | „Ty i ja”                                                               | Mikis Cupas      | Mikis Cupas                                                      | 2:42    |
| 12. | „Dziewczyna z gitarą”                                                   | Robert Gawliński | Robert Gawliński                                                 | 3:27    |
| 13. | „Pogański znak”                                                         | Robert Gawliński | Robert Gawliński, Marcin Ciempiel                                | 3:25    |
| 14. | „Ballada o Tolku Bananie”                                               | Adam Bahdaj      | Jerzy Matuszkiewicz                                              | 3:05    |
| 14. | „Here I Am” (na reedycji z 2003 r. w miejscu „Ballady o Tolku Bananie”) | Monika Gawlińska | Robert Gawliński                                                 | 3:05    |

## Wykonawcy
- Robert Gawliński – gitara rytmiczna, śpiew
- Mikis Cupas – gitara solowa
- Marcin Ciempiel – gitara basowa
- Marcin Szyszko – perkusja

oraz gościnnie:
- Marek Chrzanowski – gitara basowa
- Jasiu Kidawa – gitara rytmiczna
- Andrzej Smolik – instrumenty klawiszowe